# Buchy (Seine-Maritime)
Buchy je francouzská obec v departementu Seine-Maritime v regionu Normandie. V roce 2009 zde žilo 3 168 obyvatel. Je centrem kantonu Buchy.